# Oskar Carlqvist
Johan Oskar Carlqvist, född den 12 juni 1855 i Stockholm, död den 10 juli 1909 i Ljungby församling, Kronobergs län, var en svensk jurist.
Carlqvist blev student vid Uppsala universitet 1874 och avlade examen till rättegångsverken 1877. Han blev vice häradshövding 1881. Carlqvist var rådman i Söderhamn 1887–1893, adjungerad ledamot i Svea hovrätt 1890–1894 och häradshövding i Sunnerbo domsaga från 1894 till sin död. Han blev riddare av Nordstjärneorden 1904. Carlqvist vilar på Uppsala gamla kyrkogård.